# Charybdis
Genre
Charybdis est  un genre de crabes de la famille des Portunidae. Son nom provient du monstre marin mythologique Charybde.

## Liste des espèces
Selon World Register of Marine Species (6 janvier 2015) :

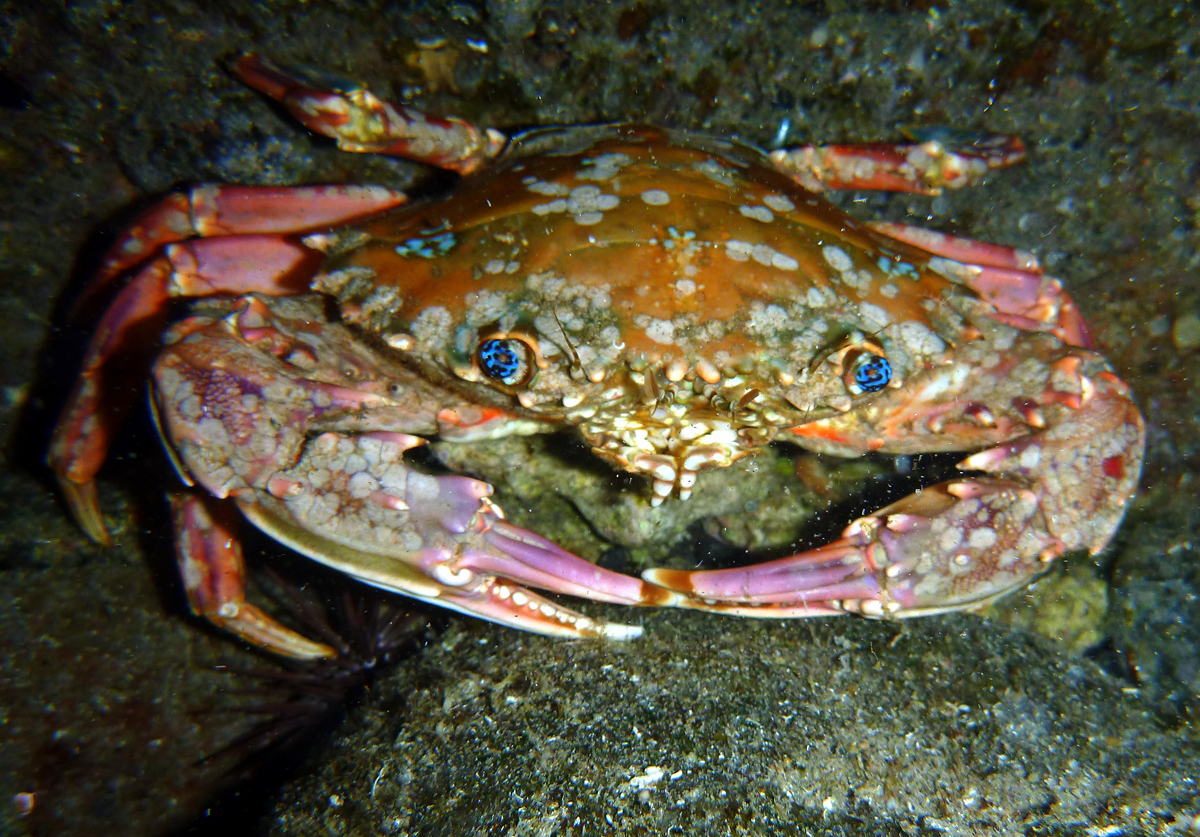
Charybdis erythrodactyla

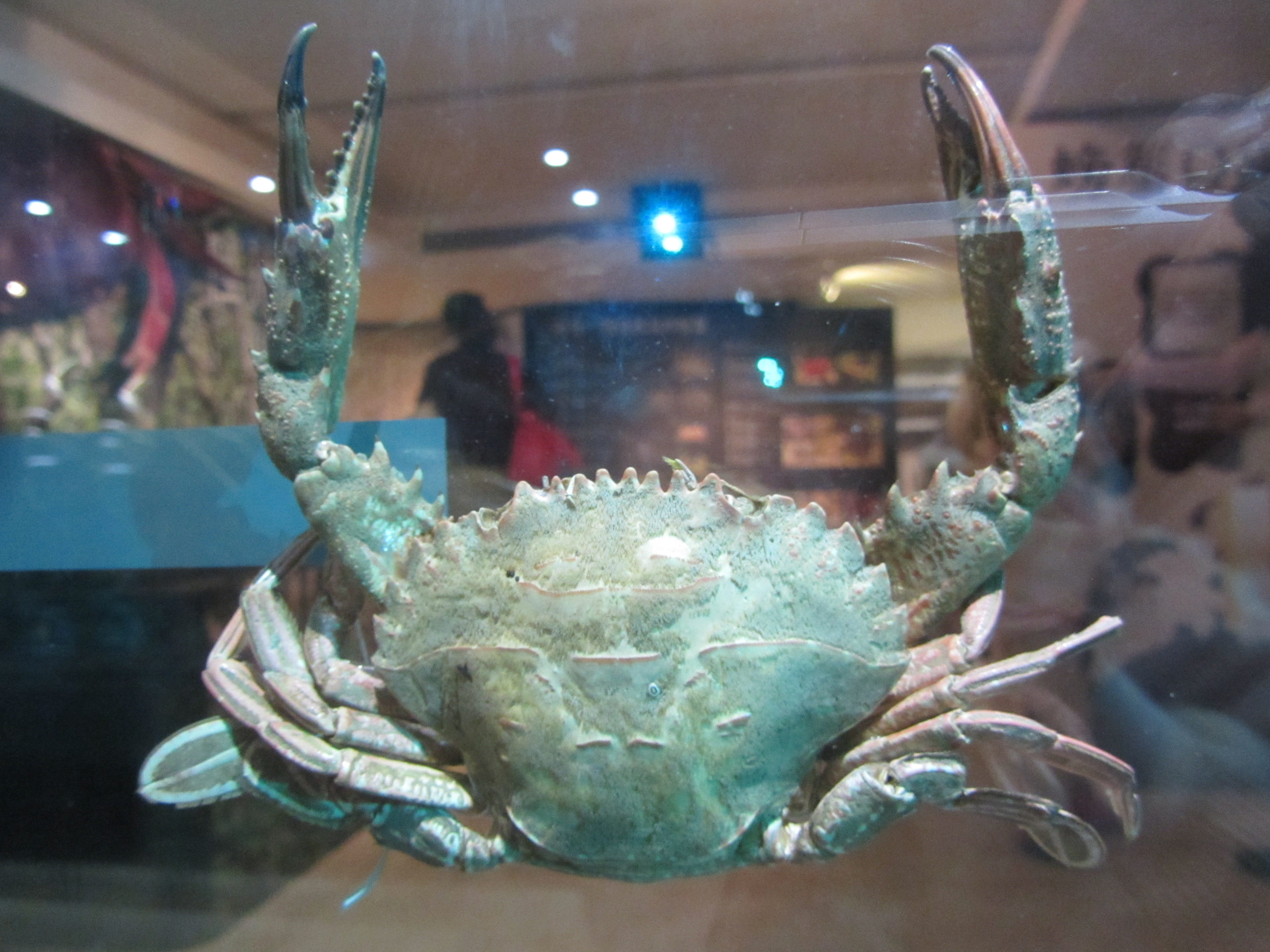
Charybdis natator

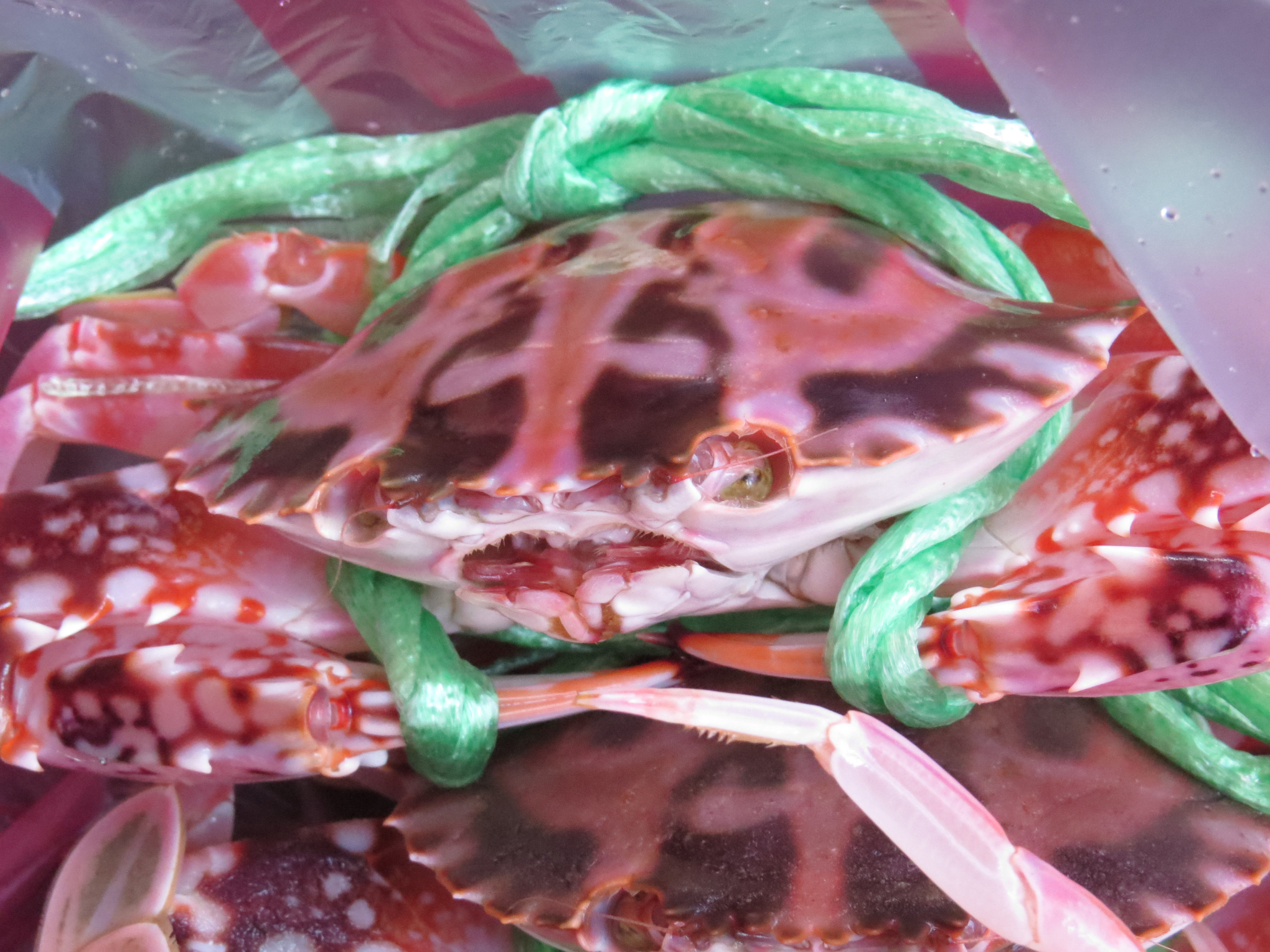
Charybdis feriatus

Sous-genre Charybdis (Charybdis) de Haan, 1833
- Charybdis acuta (A. Milne-Edwards, 1869)
- Charybdis acutidens Türkay, 1986
- Charybdis affinis Dana, 1852
- Charybdis amboinensis Leene, 1938
- Charybdis anisodon (De Haan, 1850)
- Charybdis annulata (Fabricius, 1798)
- Charybdis beauforti Leene & Buitendijk, 1949
- Charybdis brevispinosa Leene, 1937
- Charybdis callianassa (Herbst, 1789)
- Charybdis cookei Rathbun, 1923
- Charybdis crosnieri Spiridonov & Türkay, 2001
- Charybdis curtilobus Stephenson & Rees, 1967
- Charybdis demani Leene, 1937
- Charybdis feriata (Linnaeus, 1758)
- Charybdis gordonae Shen, 1934 {20}
- Charybdis granulata (De Haan, 1833)
- Charybdis hawaiensis Edmondson, 1954
- Charybdis hellerii (A. Milne-Edwards, 1867)
- Charybdis heterodon Nobili, 1905
- Charybdis holosericus (Fabricius, 1787)
- Charybdis incisa Rathbun, 1923
- Charybdis ihlei Leene & Buitendijk, 1949
- Charybdis japonica (A. Milne-Edwards, 1861)
- Charybdis jaubertensis Rathbun, 1924
- Charybdis javaensis Zarenkov, 1970
- Charybdis lucifera (Fabricius, 1798)
- Charybdis meteor Spiridonov & Türkay, 2001
- Charybdis miles (De Haan, 1835)
- Charybdis natator (Herbst, 1794)
- Charybdis orientalis Dana, 1852
- Charybdis padadiana Ward, 1941
- Charybdis philippinensis Ward, 1941
- Charybdis rathbuni Leene, 1938
- Charybdis riversandersoni Alcock, 1899
- Charybdis rosea (Hombron & Jacquinot, 1846)
- Charybdis rostrata (A. Milne-Edwards, 1861)
- Charybdis rufodactylus Stephenson & Rees, 1968
- Charybdis sagamiensis Parisi, 1916
- Charybdis salehensis Leene, 1938
- Charybdis seychellensis Crosnier, 1984
- Charybdis spinifera (Miers, 1884)
- Charybdis vannamei Ward, 1941
- Charybdis variegata (Fabricius, 1798)
- Charybdis yaldwyni Rees & Stephenson, 1967

Sous-genre Charybdis (Goniohellenus) Alcock, 1899 
- Charybdis curtidentata Stephenson, 1967
- Charybdis hongkongensis Shen, 1934
- Charybdis hoplites (Wood-Mason, 1877)
- Charybdis longicollis Leene, 1938
- Charybdis omanensis Leene, 1938
- Charybdis ornata (A. Milne-Edwards, 1861)
- Charybdis padangensis Leene & Buitendijk, 1952
- Charybdis philippinensis Ward, 1941
- Charybdis pusilla Alcock, 1899
- Charybdis smithii MacLeay, 1838
- Charybdis truncata (Fabricius, 1798)
- Charybdis vadorum Alcock, 1899

Sous-genre Charybdis (Gonioneptunus) Ortmann, 1894 
- Charybdis africana Shen, 1935
- Charybdis bimaculata (Miers, 1886)
- Charybdis orlik Zarenkov, 1970

Sous-genre Charybdis (Goniosupradens) Leene, 1938 
- Charybdis acutifrons (De Man, 1879)
- Charybdis erythrodactyla (Lamarck, 1818)
- Charybdis obtusifrons Leene, 1937

Les espèces fossiles ne sont pas placées dans des sous-genres
- †Charybdis antiqua (A. Milne-Edwards, 1860)
- †Charybdis arabicus (Woodward, 1905)
- †Charybdis fragilis (Müller, 1979)
- †Charybdis fijiensis Rathbun, 1945
- †Charybdis gigantica Hu & Tao, 1996
- †Charybdis hoffmeisteri Rathbun, 1945
- †Charybdis kilmeri Hu, 1984
- †Charybdis leei Hu & Tao, 1996
- †Charybdis mathiasi Müller, 1984
- †Charybdis minuta Hu & Tao, 1996
- †Charybdis monsoonis Hu & Tao, 1985
- †Charybdis obtuse Hu & Tao, 1996
- †Charybdis pleistocenica Hu & Tao, 1979
- †Charybdis preferiata Hu & Tao, 1996
- †Charybdis sinhaleya Deraniyagala, 1958

## Publication originale
- de Haan, 1833 : Crustacea. in Fauna Japonica sive Descriptio Animalium, Quae in Itinere per Japoniam, Jussu et Auspiciis Superiorum, qui Summum in India Batava Imperium Tenent, Suscepto, Annis 1823–1830 Collegit, Noitis, Observationibus et Adumbrationibus Illustravit. p. 1–243.